# 15946 Satinský
15946 Satinský là một tiểu hành tinh vành đai chính với chu kỳ quỹ đạo là 1608.1523317 ngày (4.40 năm).
Nó được phát hiện ngày 8 tháng 1 năm 1998 by Adrián Galád và Alexander Pravda ở Đài thiên văn Modra ở Slovakia. Nó được đặt theo tên Slovak comedian Július Satinský.